# Vamos a la playa (album)
Vamos a la playa è la terza raccolta del duo musicale italiano Righeira, pubblicata nel 1989 dalla CGD.

## Tracce
1. Vamos a la playa – 3:40
2. Hey Mama – 3:47
3. No tengo dinero – 3:38
4. Gli parlerò di te – 4:19
5. Tanzen mit Righeira – 5:31
6. Italians a Go-Go – 4:10
7. L'estate sta finendo – 3:46
8. Innamoratissimo – 4:00
9. Bambini Forever – 4:26
10. Oasi in città – 4:58
11. Disco volante – 4:50
12. Prima dell'estate – 3:00